# ASSET

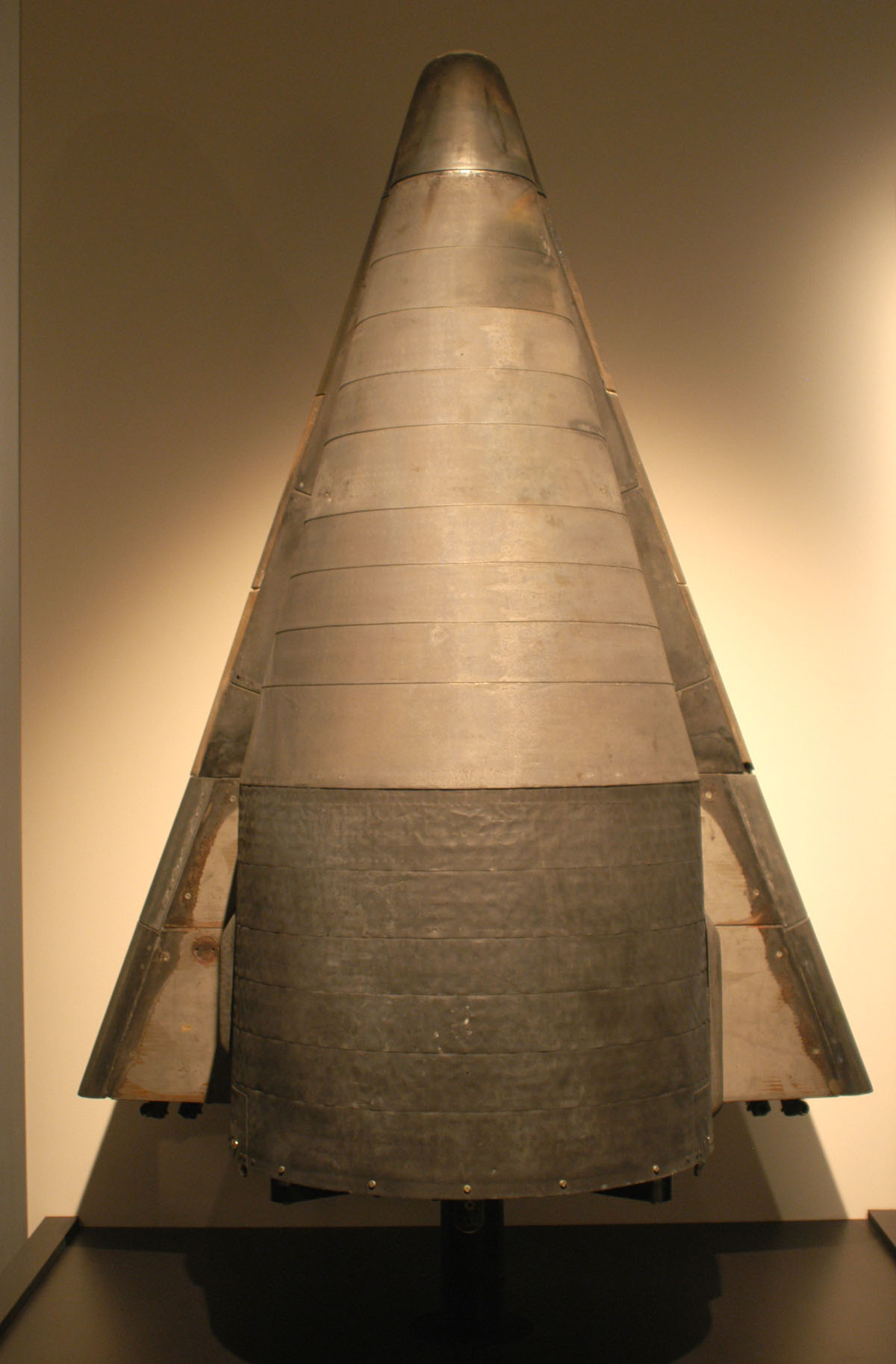
O ASSET em exposição no museu da USAF em Dayton (Ohio).

ASSET (acrônimo de Aerothermodynamic Elastic Structural Systems Environmental Tests) foi um projeto espacial experimental dos Estados Unidos para testar veículos não tripulados de reentrada atmosférica.

## Desenvolvimento e testes
O projeto do ASSET começou no início dos anos 1960 e foi concebido para verificar o escudo térmico do X-20 Dyna-Soar antes de iniciar os voos orbitais tripulados. A forma do ASSET (bicônico, com asa em delta baixo) pretendia imitar a forma do morro do X-20, o lugar onde o aquecimento aerodinâmico seria mais intenso, de até 2200 graus Celsius. Após o cancelamento do programa do X-20 em dezembro de 1963, os ASSET construídos foram usados em pesquisas estruturais e de aquecimento na reentrada para recolher dados úteis para futuros veículos, como o ônibus espacial.
Os ASSET foram construídos pela McDonnell e lançados em trajetórias sub-orbitais a partir da plataforma 17b de Cabo Canaveral a velocidades de até 6000 m/s antes de pousar no Atlântico sul, perto da ilha de Ascensão. Os ASSET foram lançados por foguetes Thor.
Dos seis veículos construídos só foi possível recuperar apenas um, atualmente em exposição no Museu da USAF em Dayton (Ohio).

## Voos
| Missão  | Data do lançamento      | Apogeu | Velocidade máx. | Resultado | Estado                                              |
| ------- | ----------------------- | ------ | --------------- | --- | --------------------------------------------------- |
| ASSET 1 | 18 de setembro de 1963  | 62 km  | 4906 m/s        | Sobreviveu à reentrada. O equipamento de flutuação falhou, impedindo a recuperação.                                                     | Afundado no Atlântico.                              |
| ASSET 2 | 24 de março de 1964     | 55 km  |                 | Falha do estágio superior do foguete lançador. O sistema de auto-destruição foi ativado após a separação do veículo. Missão fracassada. | Destruído.                                          |
| ASSET 3 | 22 de julho de 1964     | 71 km  | 5500 m/s        | Sobreviveu à reentrada, cumprindo todos os objetivos.                                                                                   | Recuperado após 12 horas do lançamento. Preservado. |
| ASSET 4 | 28 de outubro de 1964   | 50 km  | 4000 m/s        | Sobreviveu à reentrada, cumprindo todos os objetivos; não se planejou a recuperação.                                                    | Afundado no Atlântico.                              |
| ASSET 5 | 9 de dezembro de 1964   | 53 km  | 4000 m/s        | Sobreviveu à reentrada, cumprindo todos os objetivos; não se planejou a recuperação.                                                    | Afundado no Atlântico.                              |
| ASSET 6 | 23 de fevereiro de 1965 | 70 km  | 6000 m/s        | Sobreviveu à reentrada. O equipamento de flutuação falhou, impedindo a recuperação.                                                     | Afundado no Atlântico.                              |

## Especificações

### Características gerais
- Tripulação: nenhuma
- Comprimento: 1,75 m
- Envergadura : 1,39 m
- Altura: 0,83 m
- Peso com carga: 540 kg
- Controle: propulsores de reação de peróxido de hidrogênio

### Desempenho
- Velocidade máxima: Mach 25
- Alcance: 4335 km
- Teto de serviço: 80,4 km
- Proporção D hipersônica: 1:1